# Moclinejo
Moclinejo es un municipio español de la comarca de la Axarquía, situado en la provincia de Málaga (Andalucía). Se encuentra rodeado de montañas y es la puerta de la Ruta de la Pasa y de la Ruta del Vino. Por carretera se halla situado a 27 kilómetros de Málaga y a 558 km de Madrid. Colinda con Rincón de la Victoria, Macharaviaya, Almáchar, El Borge,  Totalán y Málaga, la capital.
Es un pueblo con una extensa zona de campo, donde algunos de sus habitantes desarrollan actividades agrícolas. La gran cabecera del municipio es Moclinejo, ya que es el lugar donde se encuentra el ayuntamiento, pero cerca de este existen diversas pedanías: El Valdés, Los Palmas, El Villar, Los Patrones, Los Narcisos y el curioso caso del Río Granadilla, pues una parte pertenece a este municipio y otra a Rincón de la Victoria.
El segundo domingo del mes de septiembre, Moclinejo celebra su tradicional fiesta de Viñeros, en la que rinde homenaje a la vid y al vino moscatel que tanto caracteriza esta comarca.  
La población total de Moclinejo en 2016 era de 1217 habitantes, 985 en núcleo y 232 en diseminado, con un incremento relativo del 1,59% (2016, Instituto Andaluz de Estadística).

## Historia

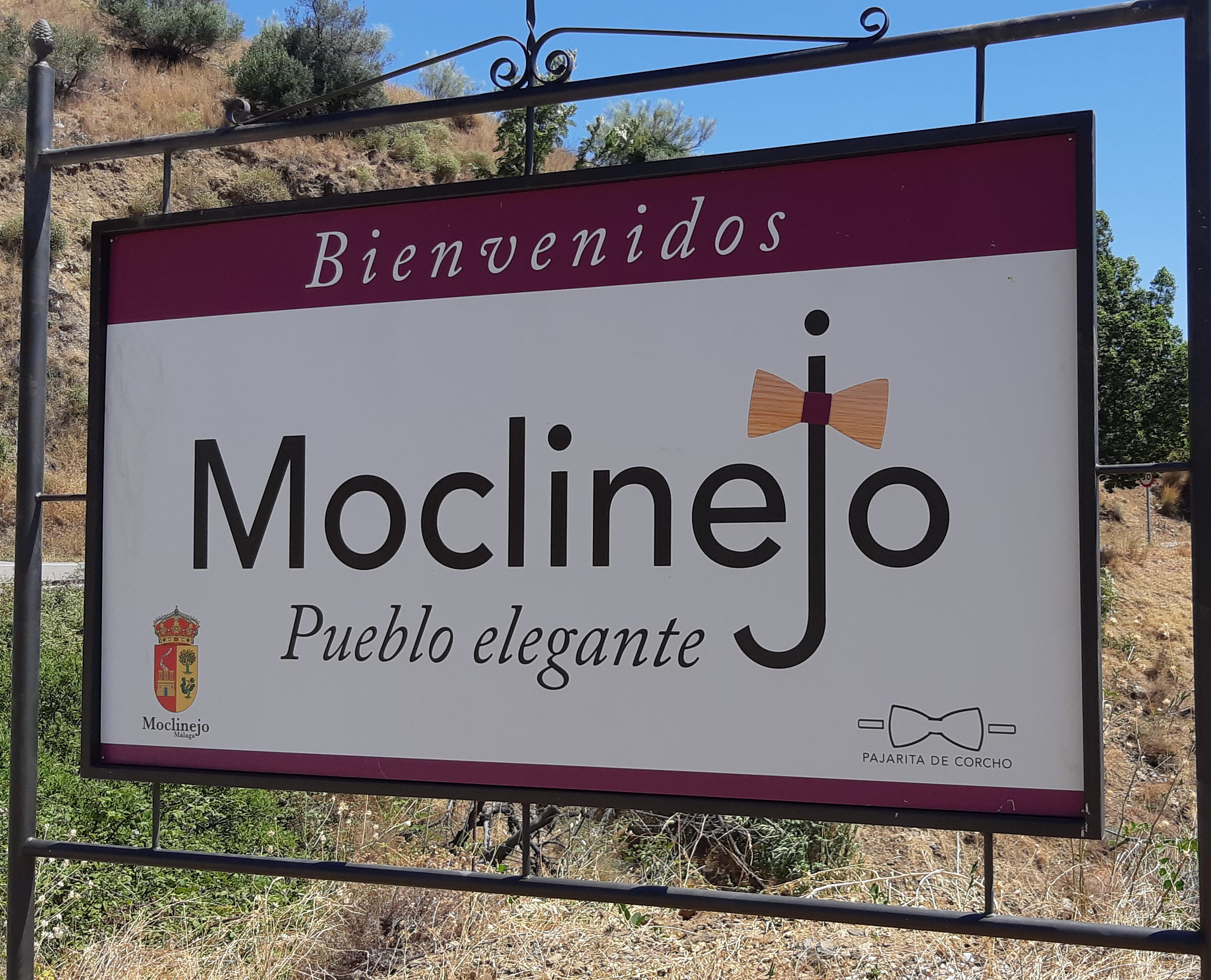
Moclinejo, Pueblo elegante

Muy posiblemente, Moclinejo tiene su origen en época musulmana, y su nombre un derivado de Moclín, lugar de distrito. Los historiadores antiguos dan diferentes denominaciones a la villa. Antonio de Nebrija lo llama Moclinetum en su libro Décadas dúas. Valera, dla denomina Mohinete y en la historia del marqués de Cádiz podemos encontrarla como Modinete. Otros, en cambio, lo llaman Molinete o Molinillo. 
En tierras de Moclinejo las tropas cristianas del adelantado de Antequera, Pedro Enríquez, sufrieron una gran derrota frente a los musulmanes el 21 de marzo de 1483. Tal fue el descalabro de las tropas cristianas de Alojos de Aguijar, que hay un barranco dentro del término municipal que desde entonces se llama La Hoya de los Muertos.

## Geografía humana

### Demografía
Cuenta con una población de 1227 habitantes (INE 2024).
| Gráfica de evolución demográfica de Moclinejo entre 1842 y 2021                                                       |
| |
| Población de derecho según los censos de población del INE. Población de hecho según los censos de población del INE. |

### Transporte público
Moclinejo no está integrado formalmente en el Consorcio de Transporte Metropolitano del Área de Málaga, aunque las siguientes líneas de autobuses interurbanos operan en su territorio:
| Línea | Trayecto                    | Información        |
| ----- | --------------------------- | ------------------ |
| M-261 | Málaga-Benagalbón-Moclinejo | Horarios y Paradas |
| M-361 | Moclinejo-La Cala           | Horarios y Paradas |

### Economía
Moclinejo, en sus orígenes, era un pueblo muy pobre. La economía de este pueblo malagueño estaba basada en la realización de utensilios con esparto y saldrían vendiéndolos a los pueblos vecinos. También se dedicaban a la agricultura: cultivaban la vid, tanto de uvas para pasas como para vino, almendros, algarrobas y olivos, para la realización del aceite de oliva.
Con el boom inmobiliario, muchos de sus hombres abandonaron el campo y se dedicaron a la construcción, pero con la llegada de la crisis en 2008, hubo un aumento de trabajadores en el sector primario.

#### Evolución de la deuda viva municipal
El concepto de deuda viva contempla sólo las deudas con cajas y bancos relativas a créditos financieros, valores de renta fija y préstamos o créditos transferidos a terceros, excluyéndose, por tanto, la deuda comercial.
| Gráfica de evolución de la deuda viva del Ayuntamiento de Moclinejo entre 2008 y 2023                |
| |
| Deuda viva del Ayuntamiento de Moclinejo, en miles de euros, según datos del Ministerio de Hacienda. |

## Política y Administración

### Resultado de las elecciones municipales de 2023

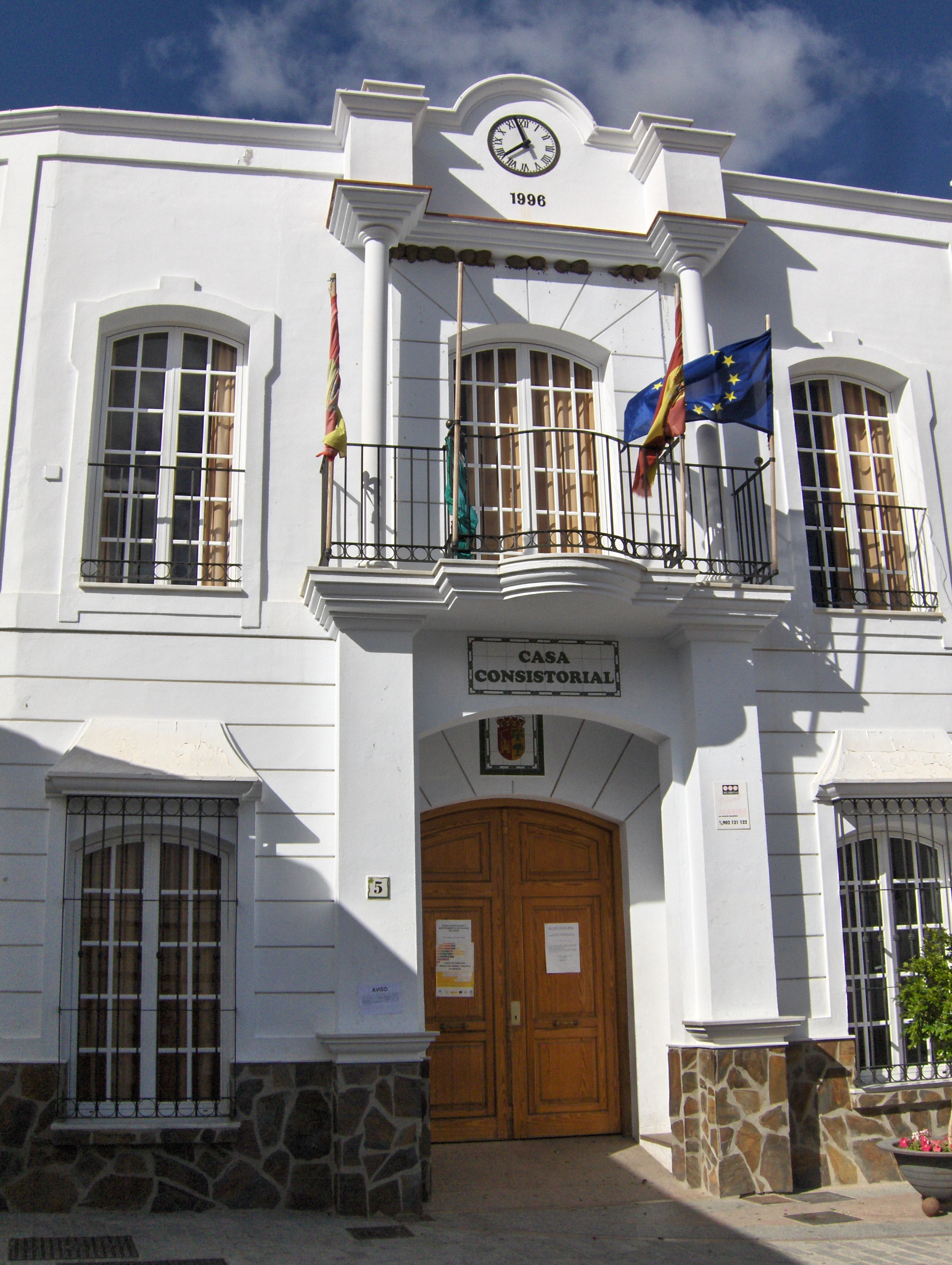
Casa consistorial

| Candidatura     | Candidatura                              | Votos | %                               | Escaños                         |
| --------------- | ---------------------------------------- | ----- | ------------------------------- | ------------------------------- |
|                 | Partido Popular (PP)                     | 446   | 49,94                           | 5                               |
|                 | Partido Socialista Obrero Español (PSOE) | 348   | 38,96                           | 4                               |
|                 | Con Andalucía (Podemos-IU-MP-IdPA)       | 86    | 9,63                            | 0                               |
| Votos en blanco | Votos en blanco                          | 13    | 1,45                            | n/a                             |
| Votos válidos   | Votos válidos                            | 910   | 100                             | 9                               |
| Votos nulos     | Votos nulos                              | 17    | Participación: \| \| 90,28 % \| | Participación: \| \| 90,28 % \| |
| Votantes        | Votantes                                 | 910   | Participación: \| \| 90,28 % \| | Participación: \| \| 90,28 % \| |
| Electores       | Electores                                | 1008  | Participación: \| \| 90,28 % \| | Participación: \| \| 90,28 % \| |
|                 | 90,28 %                                  |       |                                 |                                 |

| Periodo   | Nombre                                       | Partido     |
| --------- | -------------------------------------------- | ----------- |
| 1979-1983 | Enrique Muñoz Domínguez                      | UCD         |
| 1983-1987 | Enrique Muñoz Domínguez                      | UCD         |
| 1987-1991 | Enrique Muñoz Domínguez                      | UCD         |
| 1991-1995 | Enrique Muñoz Domínguez                      | UCD         |
| 1995-1999 | Enrique Muñoz Domínguez Antonio López Blanco | UCD PSOE    |
| 1999-2003 | Antonio López Blanco                         | PSOE        |
| 2003-2007 | Antonio López Blanco                         | PSOE        |
| 2007-2011 | Antonio López Blanco                         | PSOE        |
| 2011-2015 | Antonio Muñoz Anaya                          | PP-PA       |
| 2015-2019 | Antonio Muñoz Anaya                          | PP-PA       |
| 2019-2023 | José Luis González Paniagua                  | PSOE-PMP-IU |
| 2023-act. | Antonio Muñoz Anaya                          | PP          |

## Patrimonio

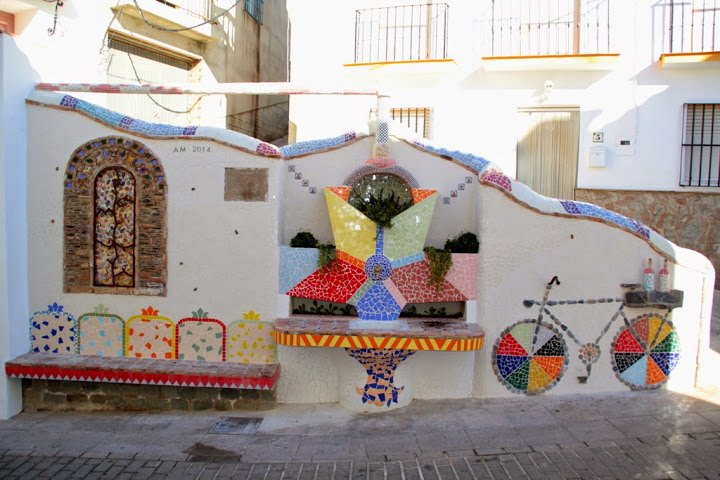
Calle Rambla de las Flores

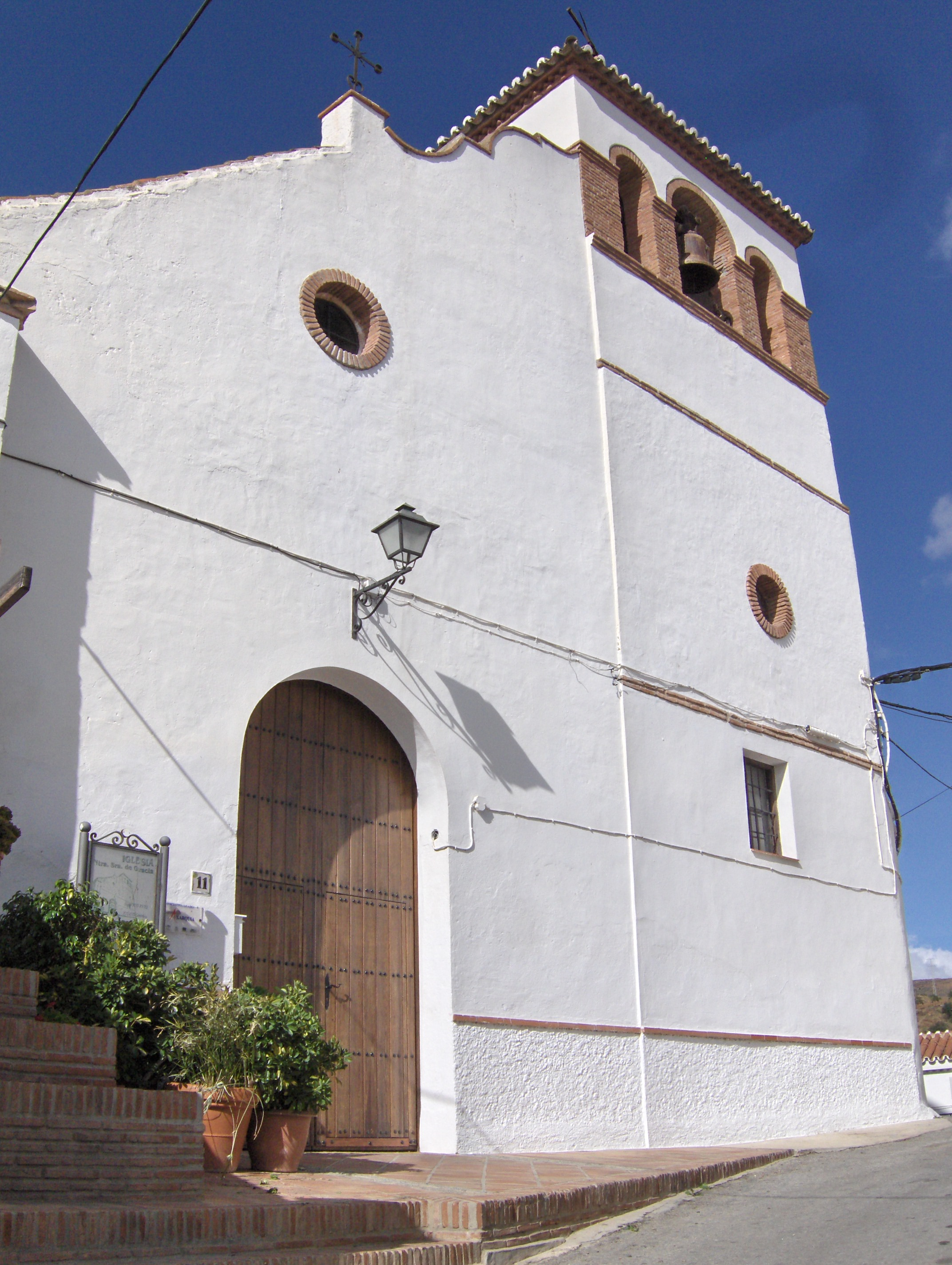
Iglesia de Nuestra Señora de Gracia

- Iglesia de Nuestra Señora de Gracia. Del conjunto del núcleo urbano sobresale la Iglesia Parroquial Nuestra Señora de Gracia, que fue construida durante los siglos XVI y XVII. Posee un campanario con arcadas árabes. Se encuentra ubicada en calle Iglesia.
- Museo Bodega, Antonio Muñoz Cabrera. Empresa familiar y que abre sus puertas al público. Ubicado en calle San Bartolomé.
- Las pequeñas calles, ya que existen diferentes edificaciones decoradas con azulejos, formando un mosaico. Podemos destacar la calle Rambla de las Flores y calle Iglesia, en Moclinejo; calle Ermita y Plaza en El Valdés.
- Casa Museo Axarquía. Ubicado en la mayor pedanía, El Valdés, a dos kilómetros del núcleo. Se pueden encontrar todo tipo de utensilios antiguos de la vida cotidiana: lámparas, cristalerías, latas de comida, fotografías. Fundado por Antonio Montañez y ubicada en calle Ermita.

## Fiestas
El primer festejo del año es el día 5 de enero, el día de la Cabalgata y repartida de regalos. Ha habido formas diferentes de realizarla, los Reyes Magos subidos en burros, llevados por sus pajes. También van acompañados del Belén Los Palmitos, un grupo musical de Navidad, que van cantando villancicos y tocando instrumentos, como panderos, zambombas, castañuelas o sonajas. Se realiza un pasacalles, que concluye en Plaza España. Allí Sus Majestades reparten regalos a las niñas y niños de Moclinejo.
La segunda fiesta del año son los carnavales, a finales de febrero o principios de marzo. En esta fiesta destaca el ingenio de los participantes, que elaboran sus disfraces a mano, para poder conseguir algún premio. En primer lugar hay un pasacalles, que termina en Plaza de España. Allí habrá juegos para los niños y reparto de chocolate y churros.
En el segundo domingo del mes de septiembre se celebra la Fiesta de Viñeros en esta localidad, declarada de Singularidad Turística por la Diputación de Málaga. Esta fiesta nace con el fin de rendir homenaje al duro oficio del cultivo de la vid y elaboración del vino, poniendo en valor la riqueza cultural y gastronómica de la uva moscatel y sus derivados en nuestra tierra.